# Temple Sejie
Le Temple Sejie (chinois : 色结寺) ou Temple Mujia Gongze (chinois : 日加贡责寺), est un temple bön situé à Tading (塔丁乡), Xian de Xaitongmoin, dans l'actuelle Ville-préfecture de Shigatsé, dans la Région autonome du Tibet, en Chine.
Il est situé à 6 km à l'Est du centre ville du Xian de Xaitongmoin, au sommet du Mont Dongrijia (东日嘉山), à une altitude de 4 125 mètres et a été fondé en 1179.
Le IVe (拜登南甲, bàidēngnánjiǎ) khenpo, va est reçu par l'empereur de la Dynastie Yuan (1234/1279 – 1368).
Qi Nyima Gyaincain qui aida à la construction du cloître du temple à l'âge de 15 ans y fut VIIIe khenpo.
Le XVIIe khenpo (辛·敏久助旺, xīn mǐnjiǔzhùwàng), a eu 32 disciples parmi lesquels Damabaza (达玛巴扎/ཆུ་དྷརྨ་བྷ་དྲ།) du temple Ouqu (欧曲寺),
Le XXIe khenpo (次珍坚赞, cìzhēnjiānzàn) a passé sa vie à écrire, reconnu pour la qualité de sa littérature, parmi ses œuvres, on peut citer, 《孜色朗达》,《麦雄》, ou le traité de médecine tibétaine 《都昂埃色》, expliquant les incantations.
Le temple est partiellement détruit pendant la révolution culturelle, puis reconstruit en 1985. Des broderies thangka, statues de bronze et d'or sont alors restaurées.

## Liste des khenpos
Il y a eu 31 générations de khenpos :
| Génération | Nom chinois                                     | nom tibétain                                            | Remarque |
| ---------- | ----------------------------------------------- | ------------------------------------------------------- | --- |
| 1re        | 辛顿·益西罗卓/辛顿·益西洛卓, xīndùn yìxīluózhuó | ?                                                       | Fondateur |
| 2e         | 堪钦·索甲拜, kānqīn suǒjiǎbài                   | ?                                                       | Clan Muqin (木辛), frère du 1er |
| 3e         | 朗杰哲美, lǎngjiézhéměi                         | ?                                                       | Clan Muqin |
| 4e         | 拜登南甲, bàidēngnánjiǎ                         | ?                                                       | Clan Muqin, a été reçu par un empereur de la dynastie Yuan Chine historique. |
| 5e         | 辛仓·旺珠坚赞, xīncāng wàngzhūjiānzàn           | ?                                                       | Clan Muqin |
| 6e         | 辛仓·囊卡坚赞, xīncāng nángkǎjiānzàn            | ?                                                       | Clan Muqin |
| 7e         | 辛·却拉坚赞, xīn quèlājiānzàn                   | ?                                                       | Clan Muqin |
| 8e         | 辛·尼玛坚赞, xīn nímǎjiānzàn                    | tibétain : ? ཉི་མ་རྒྱལ་མཚན་, Wylie : ? nyi ma rgyal mtshan | Clan Muqin, né l'année du coq de feu du calendrier tibétain, ère dans la région à 13 ans, aide à la construction du cloître à 15 ans. |
| 9e         | 赤温坚赞, chìwēnjiānzàn                         | ?                                                       | Clan Muqin |
| 10e        | 雍仲·尼玛嘉布, yōngzhòng nímǎjiābù              | ?                                                       | Clan Muqin |
| 11e        | 辛丹·珠培热色, xīndān zhūpéirèsè                | ?                                                       | Clan Muqin |
| 12e        | 堪钦·佳哇温色, kānqīn jiāwāwēnsè                | ?                                                       | de la préfecture d'Aba au Sichuan |
| 13e        | 堪钦·朗达温色, kānqīn lǎngdáwēnsè               | ?                                                       | de la préfecture d'Aba au Sichuan |
| 14e        | 堪钦·次旺伦珠, kānqīn cìwànglúnzhū              | ?                                                       | de la préfecture d'Aba au Sichuan |
| 15e        | 堪钦·却来朗杰, kānqīn quèláilǎngjié             | ?                                                       | de la préfecture d'Aba au Sichuan |
| 16e        | ?                                               | ?                                                       | |
| 17e        | 辛·敏久助旺, xīn mǐnjiǔzhùwàng                  | ?                                                       | Clan Muqin, a 32 disciples parmi lesquels Damabaza (达玛巴扎/ཆུ་དྷརྨ་བྷ་དྲ།) du temple Ouqu (欧曲寺) |
| 18e        | 辛·雍仲丹旺, xīn yōngzhòngdānwàng               | ?                                                       | Clan Muqin, |
| 19e        | 朗嘎次珍, lǎnggācìzhēn                          | ?                                                       | de la préfecture d'Aba au Sichuan |
| 20e        | 索朗丹杰, suǒlǎngdānjié                         | ?                                                       | de la préfecture d'Aba au Sichuan |
| 21e        | 次珍坚赞, cìzhēnjiānzàn                         | ?                                                       | de la préfecture d'Aba au Sichuan, passé sa vie à écrire, reconnu pour la qualité de sa littérature, parmi ses œuvres, on peut citer, 《孜色朗达》,《麦雄》, ou le traité de médecine tibétaine《都昂埃色》, expliquant les incantations. |
| 22e        | 仁钦坚赞, rénqīnjiānzàn                         | ?                                                       | du Donggar, Shigatse (en) (东嘎乡) |
| 23e        | 堪钦·雍丹坚赞, kānqīn yōngdānjiānzàn            | ?                                                       | de la préfecture d'Aba au Sichuan |
| 24e        | 堪钦·梅朗坚赞, kānqīn méilǎngjiānzàn            | ?                                                       | de la préfecture d'Aba au Sichuan |
| 25e        | 堪钦·梅久坚赞, kānqīn méijiǔjiānzàn             | ?                                                       | de la préfecture d'Aba au Sichuan |
| 26e        | ?                                               | ?                                                       | |
| 27e        | 益西次珠, yìxīcìzhū                             | ?                                                       | de Tading. |
| 28e        | 雍仲·丹增坚赞, yōngzhòng dānzēngjiānzàn         | ?                                                       | de la préfecture d'Aba au Sichuan |
| 29e        | 格桑次珍, gésāngcìzhēn                          | ?                                                       | de la préfecture d'Aba au Sichuan |
| 30e        | 堪钦·雍丹平措, kānqīn yōngdānpíngcuò            | ?                                                       | du village Nainang (乃囊村) de Tading. |
| 31e        | 单增坚赞, dānzēngjiānzàn                        | ?                                                       | du village Nainang (乃囊村) de Tading. Simple roturier devenu Khenpo. |